# 人文地理学会
一般社団法人人文地理学会（じんぶんちりがっかい、英語: The Human Geographical Society of Japan）は、人文地理学を中心に地理学的な研究を行う日本の学会。本部を京都市に置く。2011年（平成23年）9月30日現在の会員数は1394人。
1948年（昭和23年）3月に発足。人文地理学を研究し、その進歩普及を図ることを目的とする（会則第2条）。日本学術会議協力学術研究団体、地理学連携機構に参加している。
学会の事業として機関誌『人文地理』の発行、大会・例会・研究部会・公開セミナーの開催を行う。

## 歴史
第二次世界大戦後、日本の地理学界では東京都以外に本部を置く地方地理学会が相次いで設立された。その中で最初に誕生したのが1946年（昭和21年）9月に設立された西日本地理学会であった。西日本地理学会は関西在住の地理学者で組織されたが、機関誌はなく、会員の意見交換や親睦を図るにとどまっていた。
こうした中、新教育制度下で社会科が新設され、その中に「人文地理」が置かれたことから人文地理学への関心が高まり、西日本地理学会を発展的に解消し、1948年（昭和23年）3月に人文地理学会が発足した。会員は約200名であった。同年6月には機関誌『人文地理』を創刊、人文地理学の向上発展と一般大衆への人文地理学への知識・関心の普及を目指した。しかし財政難によって機関誌の運営は不安定で、第4号にようやく柳原書店から発行できることになり、文部省から出版物助成も得られ、一応の安定を見ることになった。1948年（昭和23年）11月15日には第1回の学術大会を京都大学東方文化研究所（現在の京都大学人文科学研究所）で開催した。1965年（昭和30年）より他学会との共催による大会の開催を盛んに行っている。
発足から20年が経過した1968年（昭和33年）には会員数が1500人に達した。同時期は大学闘争の真っただ中にあり、学会事務所がある建物が封鎖され、わずかな書類だけを搬出して執務することもあった。これを契機として京都大学文学部地理学教室からの移転が検討され、1985年（昭和60年）10月に現在の近畿地方発明センター合同ビルの一室に移転した。
1998年（平成10年）11月14日、京都会館において人文地理学会創立50周年記念式典が挙行され、『人文地理学会50年史』が刊行・配布された。また記念講演が同時開催され、成田孝三・竹内啓一・佐々木高明が講演した。2014年（平成26年）10月1日、一般社団法人への登記申請を行い、同日付で受理されたことにより、一般社団法人に移行した。
学会大会には毎年300名以上が参加し、歴史地理、地理思想、都市圏、地理教育、観光空間などの研究部会が運営されている。

## 運営組織

### 役員
2018年社員総会 - 2020年社員総会の役員
- 会長：野間晴雄
- 常任理事：小島泰雄、福田珠己、島津俊之、香川貴志、松田隆典
- 理事：20名
- 監事：出田和久、伊東理

#### 歴代会長
| 代            | 会長       | 在任期間  | 備考  |
| ------------- | ---------- | --------- | ----- |
| 初代          | 織田武雄   | 1948-1954 |       |
| 2代           | 帷子二郎   | 1954-1958 |       |
| 3代           | 織田武雄   | 1958-1962 | 2度目 |
| 4代           | 藤岡謙二郎 | 1962-1966 |       |
| 5代           | 村松繁樹   | 1966-1968 |       |
| 6代           | 織田武雄   | 1968-1970 | 3度目 |
| 7代           | 山口平四郎 | 1970-1972 |       |
| 8代           | 西村睦男   | 1972-1974 |       |
| 9代           | 谷岡武雄   | 1974-1976 |       |
| 10代          | 水津一朗   | 1976-1980 |       |
| 11代          | 浮田典良   | 1980-1984 |       |
| 12代          | 水津一朗   | 1984-1986 | 2度目 |
| 13代          | 末尾至行   | 1986-1988 |       |
| 14代          | 矢守一彦   | 1988-1992 |       |
| 15代          | 末尾至行   | 1992-1994 | 2度目 |
| 16代          | 成田孝三   | 1994-1996 |       |
| 17代          | 足利健亮   | 1996-1999 |       |
| 18代          | 石原潤     | 1999-2002 |       |
| 19代          | 千田稔     | 2002-2006 |       |
| 20代          | 金田章裕   | 2006-2010 |       |
| 21代          | 山野正彦   | 2010-2014 |       |
| 22代          | 石川義孝   | 2014-2018 |       |
| 23代          | 野間晴雄   | 2018-     |       |
| この表の出典: |            |           |       |

### 委員会
各委員会に理事が1名いる。（以下の委員数に理事は含まない。）
- 庶務委員会：3名
- 会計委員会：2名
- 編集委員会：15名
- 集会委員会：4名
- 企画委員会：3名
- 広報委員：2名

## 機関誌「人文地理」
『人文地理』（じんぶんちり、英語: Japanese Journal of Human Geography）は、人文地理学会の機関誌。人文地理学全般を網羅した学術雑誌は日本国外では珍しい存在である。論文は「論説」・「展望」・「研究ノート」・「文献解題」に分かれ、年に1度「学界展望」を掲載している。投稿者は20代が44.7%、30歳が31.1%を占め、若手研究者が多い。課題として、中堅以上の研究者の投稿論文が少ないこと、日本語主体であるため、国際的な評価を得ているとは言えないことが金田章裕によって指摘されている。
1948年（昭和23年）6月に創刊し、2020年（令和2年）5月現在、72巻1号まで刊行している。刊行当初は季刊であったが論文の増加により、第4巻から隔月刊となった。ただし、第68巻（2016年）からは季刊に変更された。また刊行当初は経済的基盤がなかったため、一般読者を取り込もうと地理教育を中心とした誌面構成を試みるも失敗、また印刷会社の破産によって損害を被るなど不安定であったが、柳原書店から刊行することになってからは、高等学校用の教科書『人文地理』の発行などを通して財政基盤を整え、純粋な学会誌へと成長していった。1978年（昭和43年）には懸案であった『人文地理』の大型化が実現し、雑誌サイズがB5版となった。なお、『人文地理』はElsevierの文献データベースScopusに収録されている。

## 地理学文献目録
『地理学文献目録』（ちりがくぶんけんもくろく）は、日本国内で刊行された地理学に関する文献をまとめたデータベース。編者は第1集から第8集まで人文地理学会、第9集以降が人文地理学会文献目録編集委員会である。1945年（昭和20年）以降の文献を収録、出版社を変えながらほぼ5年間隔で刊行してきた。地理学（人文地理学のみならず、地理学全般を対象）を中心に、地質学・農学・歴史学・経済学・社会学など、隣接分野の文献についても収録している。文献は、地理学史、地形、気候、人口、都市など32のテーマに分類して掲載されている。
| 集     | 収録期間        | 出版社   | 発行年 | ISBN                   |
| ------ | --------------- | -------- | ------ | ---------------------- |
| 第1集  | 1945年 - 1951年 | 柳原書店 | 1953年 |                        |
| 第2集  | 1952年 - 1956年 | 柳原書店 | 1957年 |                        |
| 第3集  | 1957年 - 1961年 | 柳原書店 | 1963年 |                        |
| 第4集  | 1962年 - 1966年 | 大明堂   | 1968年 |                        |
| 第5集  | 1967年 - 1971年 | 大明堂   | 1973年 |                        |
| 第6集  | 1972年 - 1976年 | 大明堂   | 1978年 |                        |
| 第7集  | 1977年 - 1981年 | 大明堂   | 1984年 | ISBN 4-470-67005-7     |
| 第8集  | 1982年 - 1986年 | 大明堂   | 1989年 | ISBN 4-470-67007-3     |
| 第9集  | 1987年 - 1991年 | 古今書院 | 1993年 | ISBN 4-7722-1831-9     |
| 第10集 | 1992年 - 1996年 | 古今書院 | 1998年 | ISBN 4-7722-5017-4     |
| 第11集 | 1997年 - 2001年 | 古今書院 | 2004年 | ISBN 4-7722-5090-5     |
| 第12集 | 2002年 - 2006年 | 古今書院 | 2009年 | ISBN 978-4-7722-5225-6 |

機関誌『人文地理』と並ぶ重要な刊行物との位置付けであったが、2010年（平成22年）11月20日に奈良教育大学にて開催された人文地理学会2010年（2009年度）総会において、今後の『地理学文献目録』の発行を断念することが報告された。2011年（平成23年）11月12日に立教大学にて開催された2011年（2010年度）協議員会には、『地理学文献目録』に代わる事業として『人文地理学事典』の刊行が進められ、丸善出版より2013年9月に刊行された。